# Chalcorana eschatia
Chalcorana eschatia es una especie de anfibio anuro de la familia Ranidae.

## Distribución geográfica
Esta especie es endémica del sur de Tailandia.

## Descripción
Los machos miden de 30.6 a 39.6 mm y las hembras de 42.8 a 56.6 mm.

## Etimología
El nombre de la especie eschatia proviene del griego eschatia, que significa en el borde, en las afueras, con referencia a la distribución de la especie.

## Publicación original
- Inger, Stuart & Iskandar, 2009 : Systematics of a widespread Southeast Asian frog, Rana chalconota (Amphibia: Anura: Ranidae). Zoological Journal of the Linnean Society, vol. 155, p. 123-147[5]